# Moncho López
Ramón López Suárez, detto Moncho (Ferrol, 10 luglio 1969), è un allenatore di pallacanestro spagnolo.

## Carriera
Ha guidato la Spagna ai Campionati europei del 2003 e l'Angola ai Campionati africani del 2015.

## Palmarès
- Campionati portoghesi: 2

Porto: 2010-11, 2015-16
- Coppa di Portogallo: 3

Porto: 2010, 2012, 2019
- Coppe di Lega portoghesi: 1

Porto: 2010
- Supercoppe del Portogallo: 3

Porto: 2011, 2016, 2019